# Királylány a feleségem
A Királylány a feleségem (eredeti cím: Fanfan la Tulipe) 1952-ben készült fekete-fehér francia-olasz kalandfilm, Christian-Jaque rendezésében.

## Történet
A 18. század közepén XV. Lajos gyakran viselt háborúkat. Egy idő után azonban a csatákban meghalt katonáinak a száma meghaladta az élőkét. Ezért különítmények keresték fel Franciaország legkisebb településeit is, hogy újoncokat toborozzanak a hadsereg számára.
Tulipános Fanfan (Gérard Philipe) egy jóképű fiatalember, aki nagy nőcsábász, egyszer azonban pórul jár, mert arra akarják kényszeríteni, hogy vegye el feleségül utolsó áldozatát. Hiába menekülne, a feldühödött parasztok elfogják. Útközben találkoznak Adeline-nel (Gina Lollobrigida), akit a férfi jövendőmondó cigánylánynak néz (valójában a toborzó őrmester lánya). A csinos lány jóslata úgy szól, hogy Fanfan dicsőséget fog szerezni a csatamezőn, és egy király lányát fogja feleségül venni. A sarokba szorított szoknyavadász, ennek hatására azonnal belép a király hadseregébe. Bár hamar kiderül a számára Adeline csalafintasága, elhatározza: ha törik, ha szakad, megvalósítja mindazt, amit a jóslatban hallott.
Fantasztikus, tréfás és izgalmas kalandok sorozata vár a közkatonára egy 18. századi környezetben, a háború és az abban résztvevő nagyhatalmak groteszk kritikájával.

### Tulipános Fanfan
A Tulipanos Fanfanról szóló népdal névtelen hőse a 18. században bukkan fel először. Ő az a forrófejű fiatalember, aki határtalanul jószívű, a zamatos borok kedvelője és a csinos lányok imádója. Ő az, aki kész azonnal harcolni bármilyen nemes cél érdekében.

## Szereplők
| Szereplő                         | Színész               | Magyar hang (1969)                          |
| -------------------------------- | --------------------- | ------------------------------------------- |
| Tulipános Fanfan                 | Gérard Philipe        | Tordy Géza                                  |
| Adeline La Franchise             | Gina Lollobrigida     | Domján Edit                                 |
| XV. Lajos                        | Marcel Herrand        | Básti Lajos                                 |
| Tranche-Montagne (Kicsi Bors)    | Olivier Hussenot      | Zenthe Ferenc                               |
| La Franchise őrmester            | Nerio Bernardi        | Csákányi László                             |
| Pompadour márkinő                | Geneviève Page        | Békés Rita                                  |
| Szállásmester                    | Noël Roquevert        | Suka Sándor                                 |
| Henriette hercegnő               | Sylvie Pelayo         | N/A                                         |
| Borsné                           | Georgette Anys        | Fónay Márta                                 |
| Houlette kapitány                | Jean Parédès          | Kaló Flórián                                |
| A történész (narrátor)           | Jean Debucourt (hang) | Mécs Károly                                 |
| d’Estrées marsall                | Henri Rollan          | Tyll Attila                                 |
| Lebel                            | Jean-Marc Tennberg    | Velenczey István                            |
| Brambourg marsall                | Lucien Callamand      | halandzsa nyelven beszél a németet imitálva |
| Guillot                          | Hennery               | Horváth Pál                                 |
| Marion                           | Irène Young           | N/A                                         |
| Pompadour márkinő társalkodónője | Lolita De Silva       | N/A                                         |

További magyar hang: Verebély Iván (Regruta), Cs. Németh Lajos (Regruta), Versényi László (Küldönc), Bokor Ildikó (Jósnő), Kovács István (Ítélethirdető), Petur Ilka

## Díjak és jelölések
- Berlini Nemzetközi Filmfesztivál (1952) – Ezüst Medve: Christian-Jaque
- Cannes-i Filmfesztivál – a legjobb rendező (1952)

### Jelölt
- Cannes-i Filmfesztivál – a fesztivál nagydíja (1952)

## Kapcsolódó szócikk
- Tulipános Fanfan (Fanfan la Tulipe), 2003-as francia romantikus kalandfilm, rendezte Gérard Krawczyk